# Microcistina
Las microcistinas o microcystinas son toxinas de estructura heptapeptídica producidas por las floraciones de cianobacterias tóxicas de aguas superficiales eutróficas. Son tóxicas para los humanos y dan lugar a alteraciones gastrointestinales, reacciones alérgicas o irritación.

## Microcistinas
Uno de los elementos más importantes para la vida es el agua, y en ella las cianobacterias, las cuales realizan la fotosíntesis permitiendo la vida a organismos aerobios. Lo que hace más interesante si cabe a este tipo de organismos es la capacidad que tienen para generar toxinas que perjudican la vida acuática (salada y dulce) así  como la utilización de agua contaminada por estas toxinas. Durante las últimas décadas, se han identificado las estructuras químicas de una serie de toxinas de cianobacterias (cianotoxinas) y se han establecido sus mecanismos de toxicidad. Algunas especies de cianobacterias producen toxinas, las cuales son clasificadas de acuerdo al modo de acción, en Hepatotoxinas (Microcystinas), Neurotoxinas (Anatoxinas), Irritadoras de piel y otras.
Las hepatotoxinas son producidas por varias especies de los géneros Microcystis, Anabaena, Oscillatoria, Nodularia, Nostoc y otros.
La mayor parte de las hepatotoxinas se denominan microcistinas (microcystins), siendo producidas mayoritariamente por las especies Microcystis aeruginosa y Microcystis viridis. Hay una gran variedad de microcistinas conocidas produciéndose la mayoría de estos durante una floración.
Las microcistinas pertenecen a las hepatotoxinas las cuales son tóxicos del hígado. Están formadas por siete aminoácidos con una cadena lateral de aminoácidos específica; la ADDA (3-amino-9-metoxi-10-fenil-2,6,8-trimetil-deca-4,6-ácido dienoico) la cual hasta el momento sólo ha sido encontrada en microcistinas y nodularina.

### Estructura y producción

Estructura general de Microcistina

microcistina L-R

Las microcistinas tienen una estructura de anillo peptídico formado por 7 aminoácidos. Dos de ellos son proteinógenos mientras que los otros cinco no lo son. Estos dos aminoácidos son los que desempeñan el papel de reconocer los numerosos tipos de especies de microcistinas. Los demás aminoácidos varían entre las diferentes microcistinas. Dependiendo de los distintos tipos de aminoácidos que conformen la estructura de la microcistina, ésta tendrá un nombre determinado por las iniciales de los mismos. hasta el momento no se conoce el número exacto de microcistinas, pudiéndose hallar más de 60 variantes siendo las más frecuentes las microcistinas LR, RR, YR.
La más común es la Microcistina L-R con Leucenina y Arginina respectivamente, cuyas posiciones pueden variar. Las diferencias entre los aminoácidos de las microcistinas así como los grupos metilo, conllevan a diferencias en la toxicidad de la misma así como en las propiedades fisicoquímicas.
Diversos estudios de laboratorio han demostrado que la mayor parte de las toxinas liberadas se producen cuando la célula muere, aunque también se comprobó que es posible la eliminación activa de la toxina por parte de células jóvenes. La producción de microcistina depende de factores físicos, químicos y biológicos. Los factores principales que afectan la producción de la toxina son la luz y la temperatura. Estudios de laboratorio han demostrado que factores como el pH, concentración de nitrógeno (N), fósforo (P) y dióxido de carbono (CO2) también afectan a su crecimiento.

### Función
No se sabe con certeza cual es la función exacta que desempeñan las microcistinas para las cianobacterias; aunque se barajan varias hipótesis: 
- Como defensa contra depredadores: La producción de las microcistinas está relacionada con la presencia de depredadores (o posibles depredadores); ya que para ellos es una sustancia tóxica.
- Es una molécula quelante de hierro: Se ha visto que en el operón que lo sintetiza están presentes unas proteínas implicadas en el metabolismo del hierro.
- Es una molécula implicada en señalización.
- Es una molécula implicada en división celular.

### Microcystis
Microcystis es muy común y su distribución mundial es mayor que la de cualquier otra cianobacteria toxigénica. 
Es un género que no fija el nitrógeno y que puede vivir a menudo en condiciones inferiores de alimentación o en presencia de alguna sustancia nitrogenada como por ejemplo el amoniaco. Otro factor que resalta la importancia de este género es que durante el desarrollo de su metabolismo normal posee la capacidad de producir toxinas.
Las llamadas “FAN” (Floración algal Nociva) son las masivas agrupaciones de cianobacterias, las cuales se identifican por brotes masivos generales de células y espumas flotantes en la superficie del agua. Estas floraciones, en función de su densidad pueden producir coloraciones visibles. Sin embargo, las espumas resultan acumular 1000 veces más el contenido de células. Además pueden contener grandes cantidades de mucílago lo que le ofrece una consistencia gelatinosa.

## Toxicidad
Las microcistinas son compuestos tóxicos para: plantas, bacterias, invertebrados no artrópodos, artrópodos y vertebrados (desde peces a mamíferos).
Estos organismos se ven afectados porque el aminoácido Adda se une covalentemente al residuo de cisteína que las enzimas PP1 y PP2A (fosfoproteína fosfatasa) poseen en su centro catalítico (Cys-226 y Cys-273 respectivamente), produciéndose así su inhibición. No es completamente necesario que se produzca dicha unión para que se de la inhibición. Estas enzimas participan en procesos tales como la división celular, la contracción muscular o la síntesis de proteínas.
El grado de toxicidad de las microcistinas, como el de cualquier otro tóxico, depende de la vía de entrada al organismo afectado. Para que las microcistinas penetren en un organismo tiene que existir en la membrana algún transportador que las reconozca, y en este caso es el transportador de los ácidos biliares. Esto quiere decir que el primer órgano afectado es el hígado (en los mamíferos). Cuando ya han llegado hasta los hepatocitos se produce una hiperfosforilación del citoesqueleto (en los filamentos intermedios y en las citoqueratinas 8 y 18), es decir, se da una desestructuración general que hace que los hepatocitos mueran (ya sea por necrosis o por apoptosis), induciendo así, una hemorragia centro-globular que lleva a la muerte.  Paralelamente, hay otro efecto indirecto: al haber un tóxico en los hepatocitos, se disminuye la cantidad de glutatión reducido en el hígado, lo cual aumenta la probabilidad de padecer daños por estrés oxidativo. 
Cabe destacar que las microcistinas son incoloras y se encuentran tanto en agua salada como en agua dulce, lo cual facilita la intoxicación en los seres humanos al beberla.
Los efectos sobre otro tipo de organismos pueden ser:
- A otros organismos constituyente del plancton, e incluso, a otras cianobacterias que no producen estas toxinas, les pueden causar: una disminución de la motilidad, o un aumento de la lisis celular.
- En las plantas, aunque hay una falta de investigación, los daños por estas toxinas no están producidos, como en el caso de los animales, por daños al riñón (por razones obvias); aun así también se ven afectadas, sobre todo por el estrés oxidativo.
- Los peces no suelen estar muy afectados por las microcistinas; aunque de serlo estas toxinas podrían quedar acumuladas en los músculos y llegar así, por medio de la cadena trófica, hasta el ser humano.
- Sobre los seres humanos los efectos iniciales de esta toxina son parecidos a los de cualquier otra intoxicación vírica que produzca gastroenteritis o hepatoenteritis, con la diferencia de que ésta puede llegar a producir la muerte.